# Julius Schachter
Julius Schachter (1 de junio de 1936 - 20 de diciembre de 2020) fue un microbiólogo estadounidense de la Universidad de California en San Francisco. Era un destacado experto en Clamidia.

## Biografía
Schachter nació en El Bronx, siendo hijo de Sam Schachter y Mary (Kudisch) Schachter. Su padre era peletero y su madre era empleada del Departamento de Vehículos Motorizados del Estado de Nueva York.
Recibió su licenciatura en química de la Universidad de Columbia en 1957, su maestría en fisiología de Hunter College en 1960 y su doctorado en bacteriología de la Universidad de California en Berkeley, en 1965.
Schachter estuvo casado con Joyce Poynter desde 1962 hasta su muerte en 1990. Se volvió a casar con la Dra. Elisabeth Scheer en el 2018. En 1986, mientras viajaba con su familia, Schachter usó una navaja para liberar máscaras de oxígeno que no se habían desplegado durante el atentado con bomba del vuelo 840 de TWA.
Falleció de COVID-19 en San Francisco el 20 de diciembre de 2020, durante la pandemia de COVID-19 en California.

## Publicaciones Seleccionadas
- Schachter J, Chow JM, Howard H, et al. Detección de Chlamydia trachomatis mediante pruebas de amplificación de ácidos nucleicos: nuestra evaluación sugiere que los enfoques recomendados por los CDC para las pruebas de confirmación no son recomendables. J Clin Micro. 2006; 44(7): 2512–7.
- Chernesky MA, Hook EW 3rd, Martin DH, et al. A las mujeres les resulta fácil y prefieren recolectar sus propias muestras vaginales para diagnosticar infecciones por Chlamydia trachomatis o Neisseria gonorrhoeae. Sexo Transm Dis. 2005; 32: 729–33.
- Schachter J, Chernesky MA, Willis DE, et al. Los hisopos vaginales son los especímenes de elección para detectar Chlamydia trachomatis y Neisseria gonorrhoeae: resultados de una evaluación multicéntrica de los ensayos APTIMA para ambas infecciones. Sexo Transm Dis. 2005; 32: 725–8.
- Spaargaren J, Schachter J, Moncada J, et al. Lenta epidemia de linfogranuloma venéreo cepa L2b. Emergente Infect Dis. 2005; 11: 1787–8.
- Schachter J, Hook III EW, Martin DH, et al. Confirmación de resultados positivos de las pruebas de amplificación de ácidos nucleicos (NAAT) para Chlamydia trachomatis: no todas las NAAT son iguales. J. Clin Microbiol. 2005; 43: 1372–3.